# Stenocranus tateyamanus
Stenocranus tateyamanus är en insektsart som beskrevs av Matsumura 1935. Stenocranus tateyamanus ingår i släktet Stenocranus och familjen sporrstritar. Inga underarter finns listade i Catalogue of Life.